# White Tiger (Izzy Bizu)
White Tiger is een nummer van de Britse soulzangeres Izzy Bizu uit 2016. Het is de vierde single van haar debuutalbum A Moment of Madness.
Het nummer werd een bescheiden succesje België, Duitsland, Oostenrijk en Frankrijk. In het Verenigd Koninkrijk flopte het nummer echter met een 90e positie, terwijl het in Vlaanderen de 3e positie in de Tipparade haalde. In Nederland geniet het nummer ook bekendheid en verkoos radiostation NPO Radio 2 het in april 2016 tot TopSong. Desondanks wist het nummer geen Nederlandse hitlijsten te bereiken.